# Vida Ferluga
Vida Ferluga, italijanska operna pevka slovenskega rodu, * 17. marec 1895, Opčine, † (?) 1924, Milano.

## Življenje in delo
Rodila se je v družini učitelja, zborovodje in skladatelja Štefana Ferluge. Ljudsko šolo je obiskoval v rojstnem kraju. Prvo glasbeno izobrazbo je dobila pri očetu. Petje je nato študirala na konservatoriju v Pesaru (Provincia di Pesaro e Urbino), kjer je tudi diplomirala v solopetju. Na natečaju za prosti mesti v operni hiši v Pesaru so med 200 prijavljenimi kandidati izbrali njo in še eno pevko. Postala je ena najboljših mezzosopranistk v Italiji. Najbolj je uspela v vlogi ciganke v Bizetovi operi Carmen. Nastopala je še na opernih odrih v Trstu, Veroni, Rimu in tri leta v neapeljskem gledališču San Carlo. V Milanu je uspešno opravila avdicijo pri Arturu Toscaniniu in bila sprejeta v operno hišo La Scala, kjer pa ni nikdar nastopila, ker je prej umrla za tifusom.